# О’Коннелл, Бриттани
Бриттани О’Коннелл (англ. Brittany O’Connell; 6 декабря 1972, Лос-Анджелес) — американская порноактриса.

## Биография
О’Коннелл начала свою карьеру в порноиндустрии в 1992 году, когда ей было 19 лет. К 25 годам на счету Бриттани было более 200 фильмов, самыми заметными из которых были фильм Грегори Дарка «New Wave Hookers 3», фильм «Babewatch» (порноримейк «Спасателей Малибу») и фильм «The Rehearsal» Джона Лесли. Она 14 раз номинировалась на премию AVN Awards, и помимо съёмок активно выступала в качестве стриптизёрши в клубах США и Канады. В 1996 году издательство Carnal Comics выпустило книгу комиксов «The Adventures of Brittany O’Connell», где О’Коннелл являлась соавтором.
В 1997 году она совместно с актёром и продюсером Риком О’Ши основала фирму по производству порнофильмов FX Voodoo Daddy.
В начале 2000-х годов О’Коннелл покинула кино, но в 2008 году вернулась. Её возраст стал причиной того, что сейчас она в основном снимается в MILF-фильмах. В 2009 году сыграла в порнопародии «Friends — A XXX Parody» роль Джуди Геллер (в оригинальном сериале эту роль исполняла Кристина Пиклз), а благодаря своему сходству с Кэти Сагал — роль Пег Банди в получившей несколько наград порнопародии «Not Married With Children XXX» (сама Бриттани была номинирована на премию AVN Awards 2010 года как лучшая актриса второго плана). Эту же роль она сыграла в вышедшем в 2010 году продолжении «Not Married With Children XXX 2».
Всего за свою карьеру О’Коннелл снялась в 314 порнофильмах (включая компиляции).

## Премии и номинации
- 2009 XRCO Award nominee — Best Cumback[3]
- 2010 XBIZ Award nominee — Acting Performance of the Year, Female[4]
- 2010 AVN Award nominee — Best Oral Sex Scene — Face Full of Diesel 6[5]
- 2010 AVN Award nominee — Best Supporting Actress — Not Married With Children XXX[5]

## Избранная фильмография
- 1993. American Garter.
- 1993. Assent Of A Woman.
- 1993. Blonde Justice.
- 1993. Full Moon Bay.
- 1993. Rehearsal.
- 1994. Babewatch.
- 1994. Babewatch 2.
- 1994. Never Say Never… Again.
- 2009. Friends: A XXX Parody.
- 2009. Not Married With Children XXX.
- 2010. Not Married With Children XXX 2.